# Françoise Atlan
Françoise Atlan är en fransk  sångerska. Hon är sefardisk judinna och framför sånger från spansk-judisk och nordafrikansk tradition. Hon uppträdde på Re:Orient-festivalen i Stockholm 2006.